# Queijo vegano

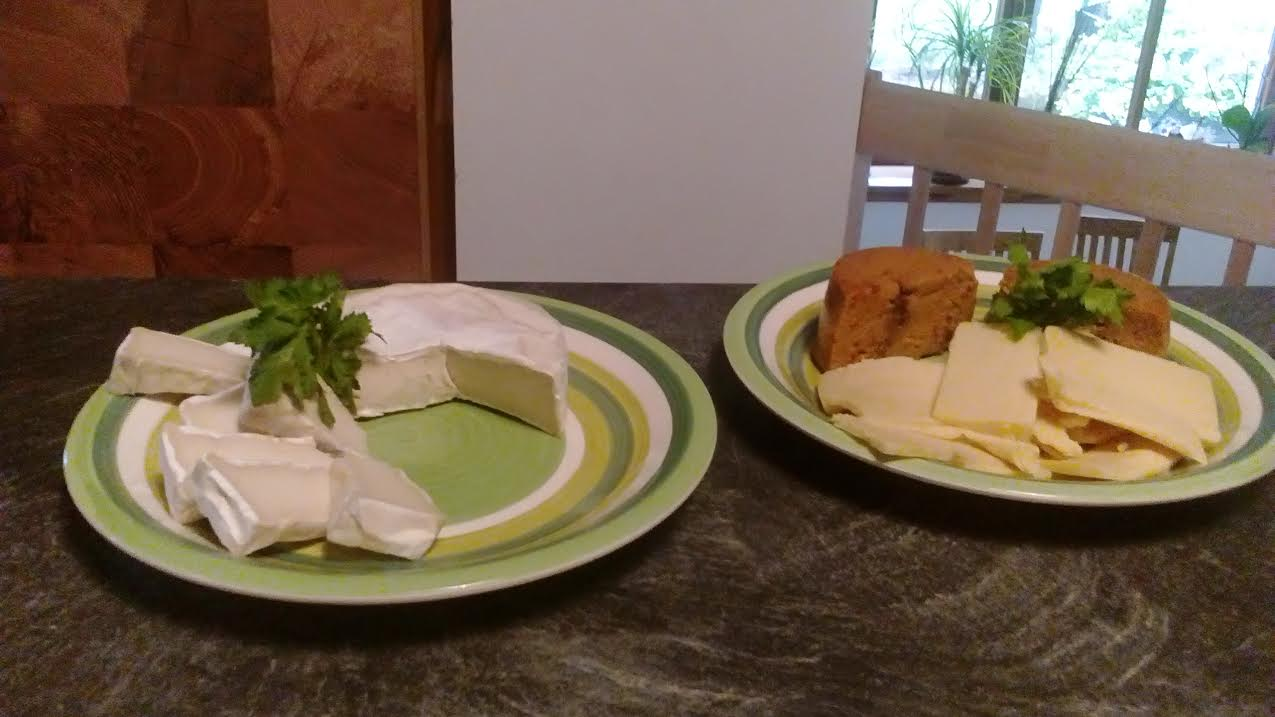
Queijo vegano feito de castanha de caju e amêndoas

O queijo vegano é uma categoria de análogos de queijo não lácteos e de origem vegetal. Os queijos veganos variam de queijos frescos macios a queijos duros raláveis envelhecidos e cultivados, como o parmesão à base de plantas. A característica definidora do queijo vegano é a exclusão de todos os produtos de origem animal.

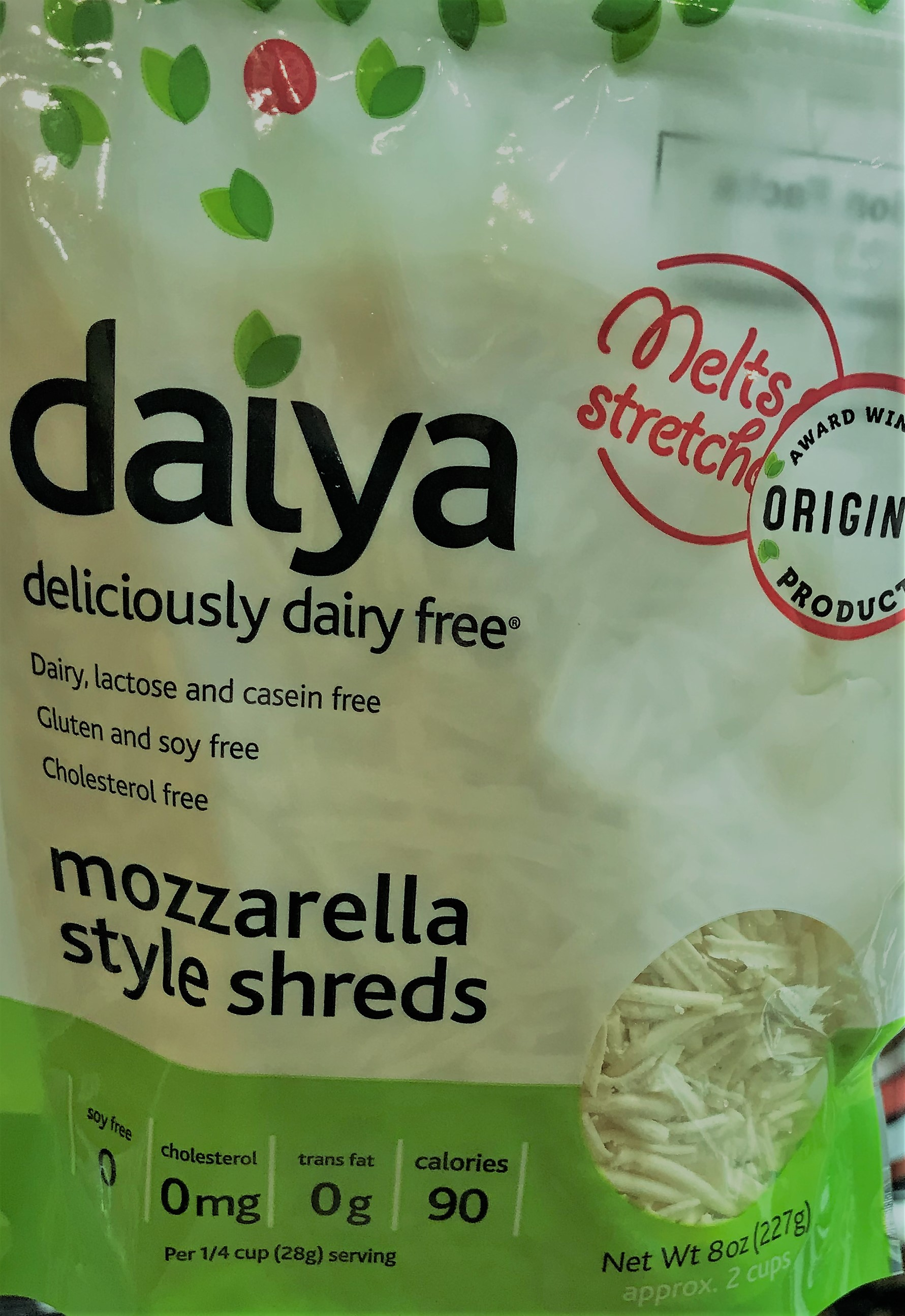
Queijo ralado vegano comprado em loja

O queijo vegano pode ser feito com componentes derivados de vegetais, como proteínas, gorduras e leites (leites vegetais). Também pode ser feito de sementes, como gergelim, girassol, nozes (caju, pinhão, amendoim, amêndoa) e soja; outros ingredientes são óleo de coco, fermento nutricional, tapioca, arroz, batata e especiarias.

## História
O queijo não lácteo surgiu na China no século XVI e era feito com tofu fermentado ou soja integral.
Mais tarde, os queijos veganos caseiros foram feitos com farinha de soja, margarina e extrato de levedura. Com margarina mais dura, é produzido um queijo vegano duro que pode ser fatiado. A margarina mais macia produz um queijo mais macio e fácil de espalhar.
O produto tornou-se comercialmente disponível por volta das décadas de 1970 ou 1980. Esses produtos iniciais eram de qualidade inferior ao queijo de leite ou ao queijo vegano atual, com uma textura cerosa, farinácea ou plástica.
No início da década de 1990, a única marca de queijo vegano disponível nos Estados Unidos, a título de exemplo, era a Soymage. Desde então, o número e os tipos (por exemplo, mussarela, cheddar, etc.) de queijos veganos amplamente disponíveis se diversificaram. Além disso, opções sem soja foram exploradas desde então. Na década de 1990, o queijo vegano chegava a custar o dobro do queijo de laticínios.

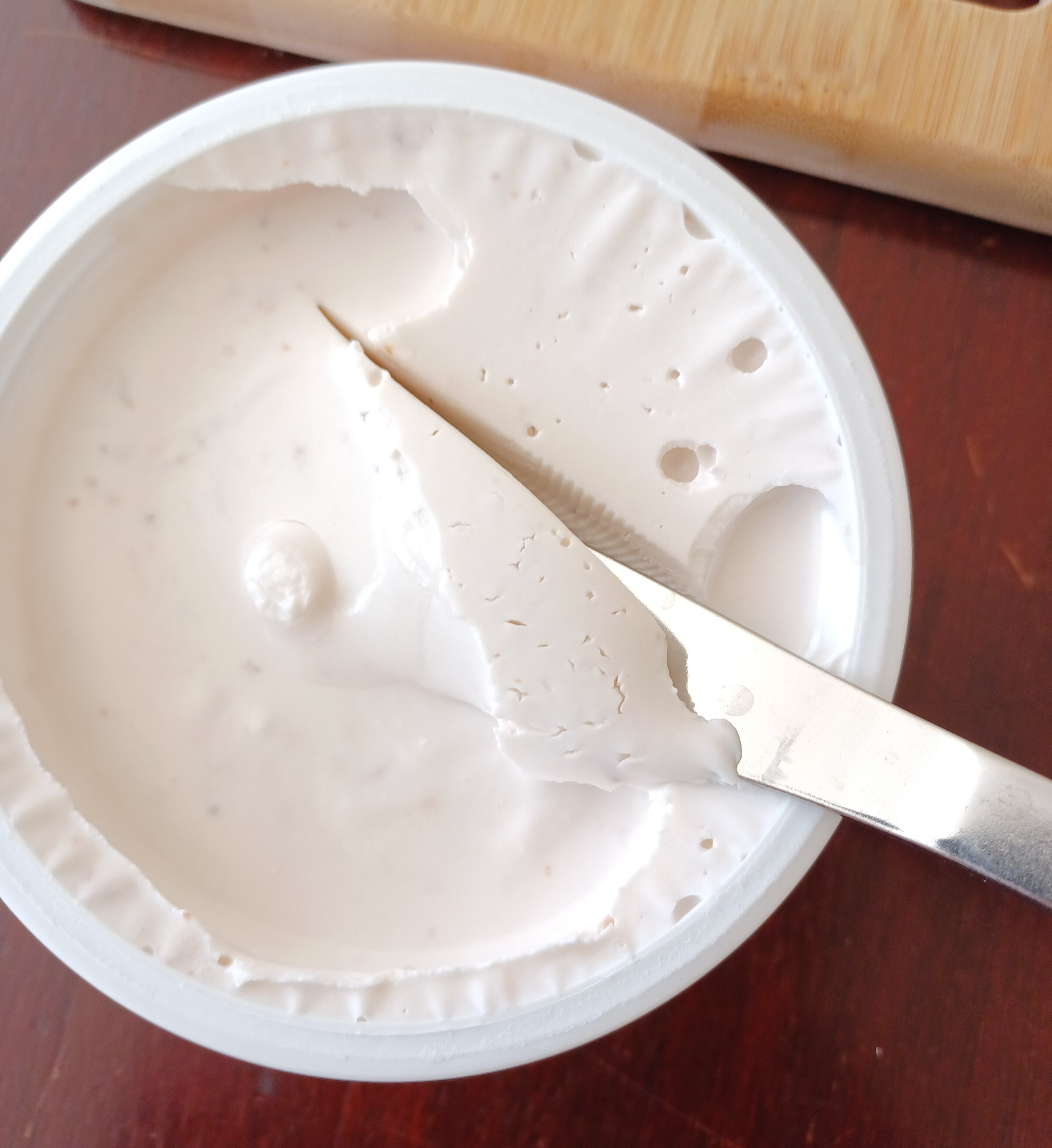
Queijo cremoso vegano com sabor de morango da marca Modern Kitchen, feito com proteína do soro de leite produzida por micróbios

Algumas empresas usam levedura geneticamente modificada para sintetizar proteínas do leite de vaca sem o uso de vacas.

## Mercado
A partir de 2018, o mercado de queijos veganos cresceu em escala global. De acordo com a pesquisa de mercado, a Europa teve a maior participação, de 43%, seguida pela América do Norte, Ásia-Pacífico, América do Sul e Oriente Médio e África. Espera-se que o mercado global de queijo vegano atinja um valor de mercado de US$ 3,9 bilhões até o final de 2024, acima dos US$ 2,1 bilhões em 2016.
De acordo com a Associação de Alimentos à Base de Plantas, o mercado americano de alimentos à base de plantas deve atingir US$ 4 bilhões em vendas até 2024. A expansão é impulsionada pelo aumento da inclinação para fontes vegetarianas, aumento das populações urbanas e maior preferência por alimentos internacionais. Várias redes de supermercados expandiram sua presença geográfica em lojas especializadas e supermercados para atender ao crescimento previsto para queijos veganos, com crescimento anual de vendas esperado de 8%.
Os tipos mais comuns de queijo vegano que estão sendo fabricados, distribuídos e produzidos nesse mercado são os queijos não lácteos mussarela, parmesão, cheddar, gouda e cream cheese. Esses queijos veganos são consumidos em restaurantes, mercearias, padarias, refeições escolares veganas e em residências. Espera-se que os queijos veganos cresçam e se diversifiquem até meados da década de 2020.
Desde 2017, o queijo vegano costuma ser mais caro do que o queijo lácteo para os consumidores.

## Rotulagem
A rotulagem do queijo vegano, assim como de outros análogos de laticínios veganos, é controversa, com grupos do setor de laticínios pressionando para proibir o uso de termos como "queijo" em produtos não lácteos. A rotulagem de produtos puramente à base de plantas como "queijo" é proibida na União Europeia e no Reino Unido.
Em fevereiro de 2019, uma loja de queijos veganos em Vancouver, na Colúmbia Britânica, recebeu ordens da Agência Canadense de Inspeção de Alimentos (CFIA) para parar de chamar seus produtos de queijo por ser "enganoso" para os consumidores, apesar de a loja afirmar que seus queijos sempre foram rotulados como "sem laticínios" e "à base de plantas". Posteriormente, a CFIA reverteu a rejeição e afirmou que não havia objeção ao uso da nomenclatura "queijo à base de plantas 100% sem laticínios", desde que "seja verdadeiro".
As regulamentações da União Europeia estabelecem que os termos aplicáveis a produtos lácteos, inclusive "queijo", podem ser usados para comercializar apenas produtos derivados de leite animal. Em junho de 2017, o Tribunal de Justiça da União Europeia emitiu uma sentença em relação a um produtor alemão de alimentos veganos, TofuTown, esclarecendo que produtos puramente à base de plantas não poderiam ser rotulados e vendidos como "queijo vegetal" ou "queijo vegetariano" (Sentença no caso C-422/16).
No Reino Unido, padrões rigorosos são aplicados à rotulagem de alimentos para termos como "leite", "queijo" e "creme", que são protegidos para descrever produtos lácteos e não podem ser usados para descrever produtos não lácteos. Em 2019, uma loja de queijos veganos em Brixton, Reino Unido, foi solicitada pela Dairy UK a parar de descrever os produtos como queijo porque isso "engana os compradores", embora os proprietários da loja tenham declarado que seus "produtos estavam claramente marcados como sem laticínios".
Em 2020, a empresa de queijos veganos Miyoko's Creamery entrou com um processo contra o Departamento de Alimentos e Agricultura da Califórnia depois que o departamento ordenou que a empresa parasse de usar palavras relacionadas a laticínios em suas embalagens. Em 2018, a empresa foi processada em Nova York em um processo que alegava que os clientes foram enganados pelo rótulo "manteiga vegana". A fundadora da empresa, Miyoko Schinner, é uma das principais defensoras dos direitos de liberdade de expressão relacionados a alimentos veganos.

## Ingredientes
Os principais ingredientes são nozes, leite de soja e iogurte de soja. As proteínas vegetais comuns usadas em queijos veganos são derivadas de fontes comestíveis de proteína, como soja, amêndoa e seu leite. Os cientistas de alimentos usam uma "mistura de gomas, proteínas, sólidos e gorduras" para criar a sensação na boca e o derretimento do queijo lácteo, já que os feitos com nozes não derretem devido à base sólida em que são compostos. Um produto de queijo vegano visa resolver essa dificuldade fazendo queijo com caseína produzida por levedura em vez de por vacas.
Os queijos veganos usados para fins comerciais geralmente não são cultivados ou envelhecidos; em vez disso, ingredientes ácidos, como suco de limão, são usados para dar gosto de queijo. Alguns queijos são feitos de maneira diferente, com mais textura e sabor. Os ingredientes dos queijos veganos duros ou firmes incluem agentes naturais como ágar-ágar, carragenina, farinha de tapioca e goma xantana.

## Nutrição
O valor nutricional do queijo vegano varia. A maioria dos queijos veganos não contém colesterol e tem menos gordura saturada do que os queijos lácteos. A maioria dos queijos veganos é pobre em cálcio. Em geral, o queijo vegano não é uma boa fonte de proteína em comparação com o queijo de laticínios.
Um estudo de 1998 que comparou o queijo cheddar com um tipo de queijo vegano constatou que o queijo vegano tinha menos calorias, gordura e proteína, embora o teor de proteína do queijo lácteo varie de acordo com o tipo. O queijo vegano tinha mais riboflavina e vitamina B12, o que o torna um substituto aceitável para o queijo cheddar em termos desses nutrientes. Por outro lado, o queijo vegano não forneceu vitamina A ou vitamina D, ao contrário do queijo cheddar. Descobriu-se que o queijo vegano é uma fonte útil de cálcio, mas não tão boa quanto o queijo cheddar.
Alguns queijos veganos podem ser fortificados para fornecer vitamina B12, enquanto outros queijos veganos não são.

## Produção
As proteínas à base de plantas ou proteínas vegetais são derivadas de fontes comestíveis de proteína, como a soja e seu leite. O processo de fabricação de fermentação é frequentemente usado para replicar a textura e o sabor do queijo lácteo também. É feito com um processo diferente daquele usado nos queijos lácteos, pois as proteínas do leite à base de plantas reagem de forma diferente aos agentes de cultura e não coagulam como o queijo tradicional. Deve ser envelhecido com outros métodos, como monitoramento de temperatura e umidade ambiente, e agentes de cultura, como rejuvelac, iogurte não lácteo ou kombucha, cujo uso não é recomendado devido aos riscos envolvidos no processo de fermentação, e kefir, que são recomendados, mas não muito usados atualmente. Se esses processos não forem realizados adequadamente, com boa higiene e métodos de fermentação corretos, o produto pode conter patógenos, como Salmonella, Listeria, E. coli e outros.

## Proibições
A produção e a venda de queijo vegano foram proibidas na Turquia desde 2022.

## Galeria

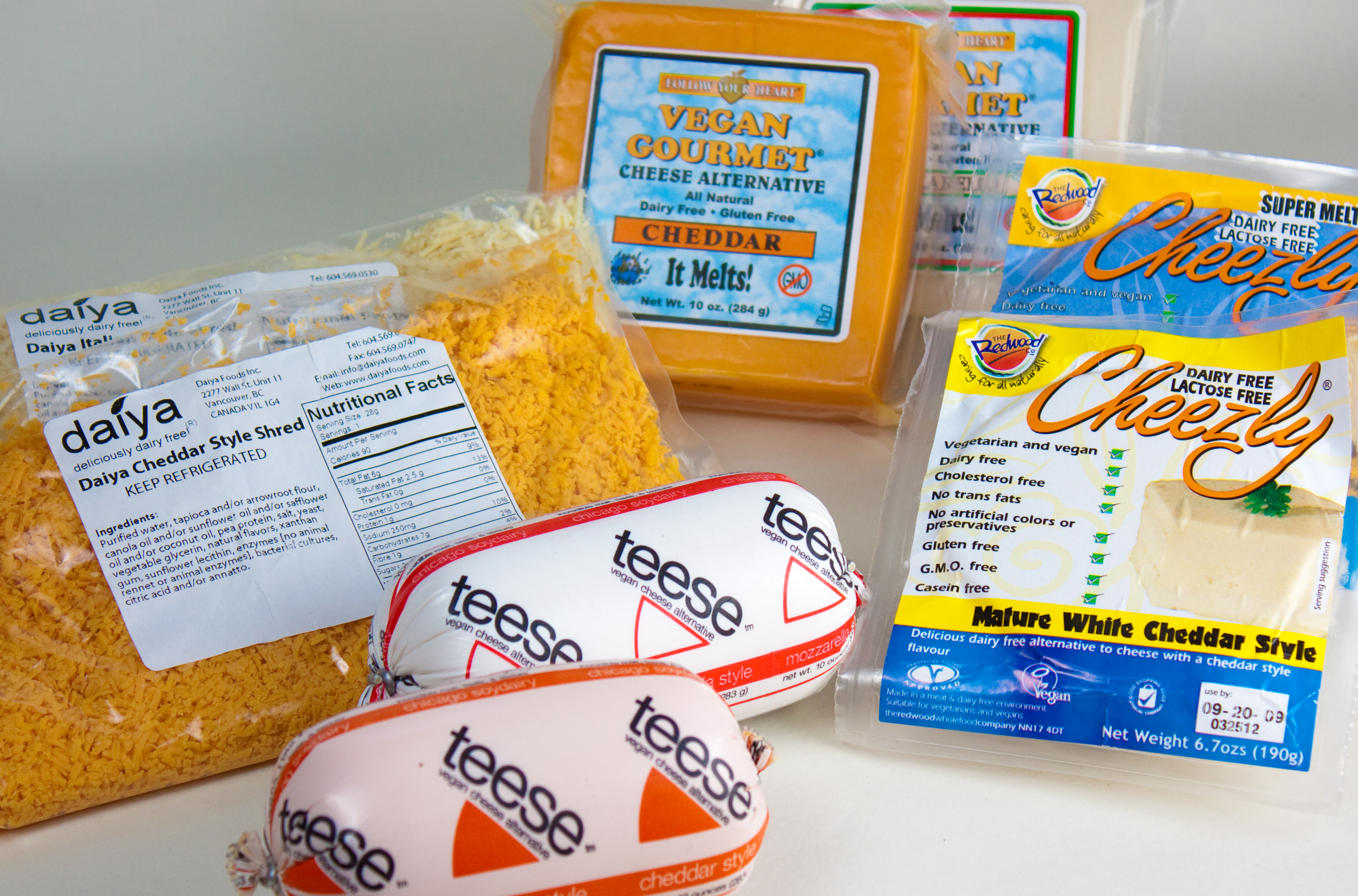
Queijos veganos variados
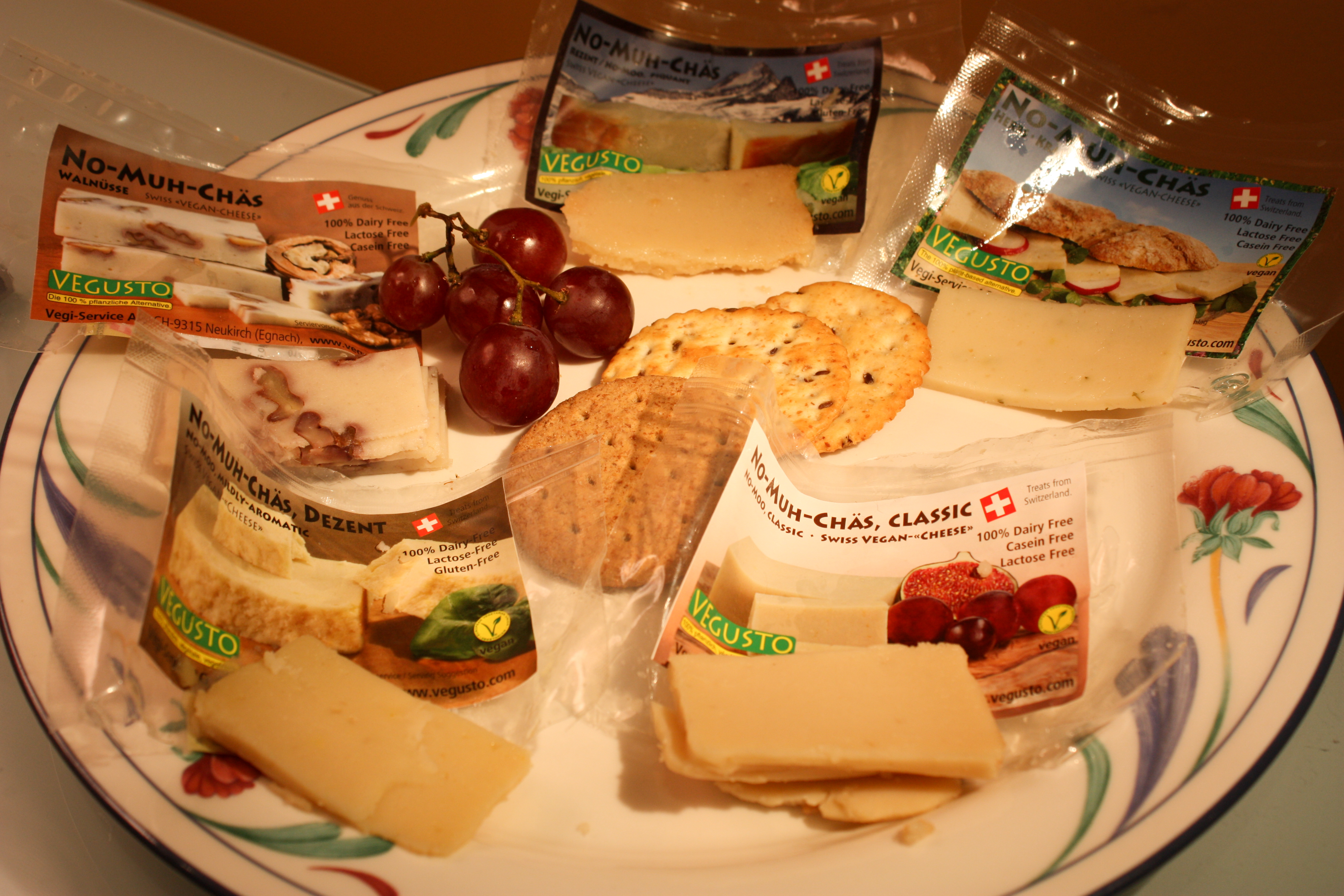
Um prato de queijo vegano
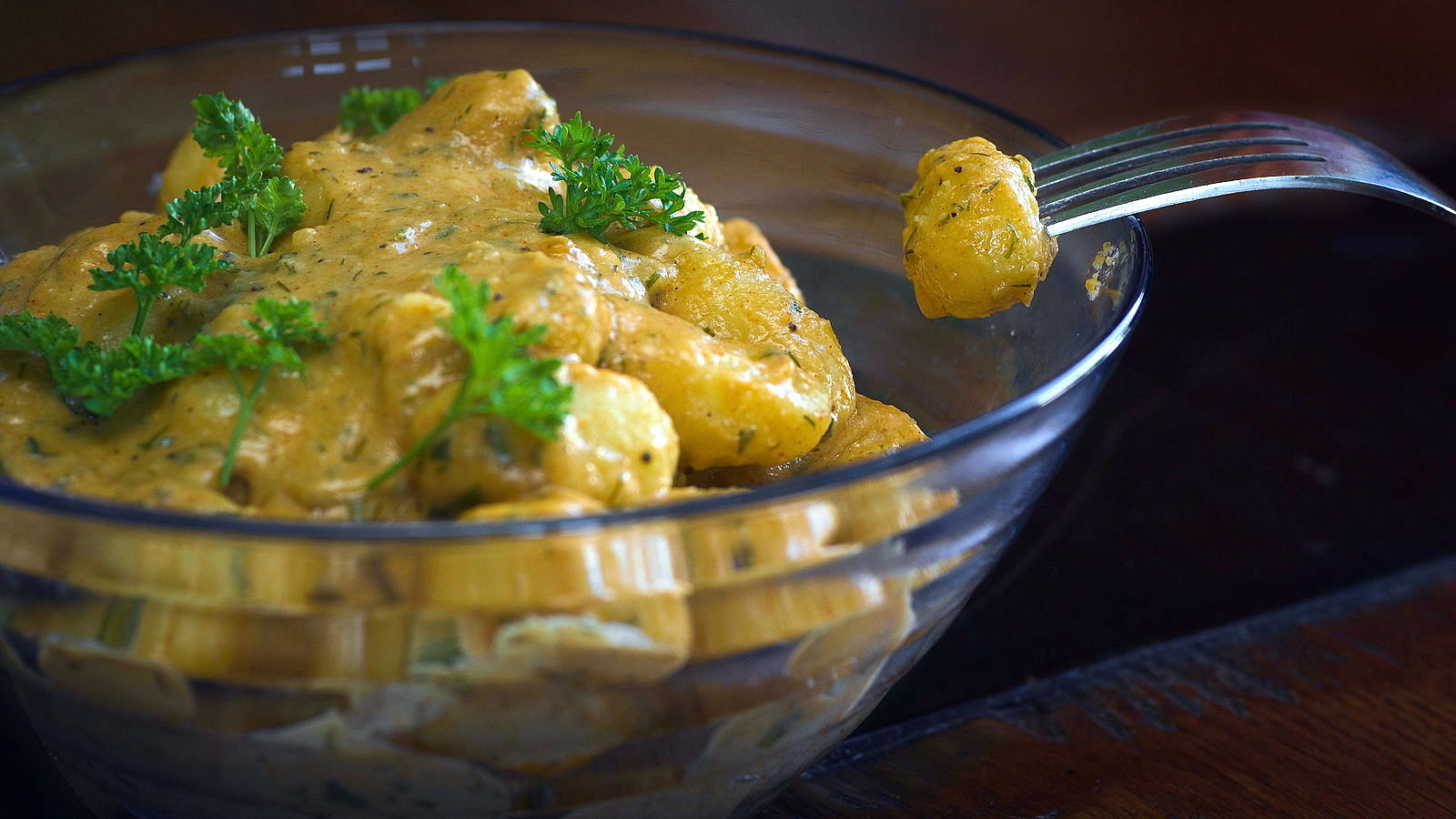
Nhoque feito com queijo vegano